# Paralipomenon
Als Paralipomenon (altgriechisch παραλειπόμενον paraleipómenon „das Ausgelassene“, Partizip Präsens Passiv zu παραλείπειν paraleípein „auslassen“), meist im Plural Paralipomena (παραλειπόμενα paraleipómena), bezeichnet man Nachträge und Zusätze zu einem Text bzw. Buch. Insbesondere werden so die im Anhang anspruchsvoller Ausgaben poetischer oder philosophischer Werke abgedruckten Entwürfe, Vorfassungen, Varianten und Fragmente dieser Werke bezeichnet.
Der Begriff ist besonders durch den Titel von Arthur Schopenhauers Werk Parerga und Paralipomena (etwa „Beiwerke und Nachträge“) bekannt. 
Giacomo Leopardis satirische Fortsetzung des unter Homers Namen überlieferten Froschmäusekrieges erschien 1836 als  Paralipomeni della Batracomiomachia („Paralipomena zum Froschmäusekrieg“). Dieser Titel drückt spielerisch das rein wissenschaftlich-philologische Interesse aus, mit dem das literarische Ich von Leopardis Gedicht auftritt.
Unter dem Titel Paralipomena wurden nach Goethes Tod die erhalten gebliebenen vorbereitenden Aufzeichnungen (Skizzen, Verse u. a.) zum Faust veröffentlicht, die der Dichter nicht in die Endfassungen von Faust I und Faust II aufgenommen hat.
„Paralipomena“ ist auch die griechische und die lateinische Bezeichnung für das erste und das zweite Buch der Chronik im Alten Testament, da man annahm, in diesen beiden Büchern werde „Übergangenes“ berichtet, was zuvor in den beiden Büchern der Könige (1. Buch der Könige und 2. Buch der Könige) nicht berichtet worden sei.